# 卡斯特罗比勒陀里奥站
卡斯特羅比勒陀里奧站（義大利語：Castro Pretorio）是羅馬地鐵的一個車站。卡斯特羅比勒陀里奧站開通於1990年12月8日，位於卡斯特罗比勒陀里奥，是羅馬地鐵B線的車站。

## 外部連結
- The station on the site of （页面存档备份，存于） ATAC.